# Dido Havenaar
Dido Havenaar (ハーフナー・ディド, Hāfunā Dido) est un footballeur néerlandais né le 26 septembre 1957 à Hazerswoude-Dorp aux Pays-Bas.
Son fils Mike est également footballeur.